# Klaus Jankuhn
Klaus Jürgen Jankuhn (* 12. Januar 1965) ist ein deutscher Musikproduzent, der vor allem die deutsche Techno-Szene maßgeblich mitbeeinflusst hat.

## Lebenslauf
Klaus Jankuhn bekam als 4-Jähriger eine kleine Gitarre geschenkt, woraufhin er sich mit der Musik beschäftigte. Zur elektronischen Musik kam Jankuhn etwa 1980, zunächst in einer Projektgruppe als Schüler am Pascal-Gymnasium Münster, wo er auch WestBam kennenlernte.  Die beiden produzierten daraufhin gemeinsam Musik für die entstehende DJ-Szene. 1985 erschien unter dem Projektnamen Cowboy Temple ihre erste Single 17 – This is not a Boris Becker Song (in Anspielung auf Paul Hardcastles Hit 19, eines der ersten Stücke, das Sampling und Dance-Rhythmen in die Charts brachte). Jankuhn, WestBam und dessen Bruder Fabian Lenz gründeten zusammen mit William Röttger und Sandra Molzahn im gleichen Jahr das Label Low Spirit.
DAF-Sänger und Mastermind Gabi Delgado-López nahm zusammen mit Jankuhn, als Ersatz für Delgado-Lopez’ Partner Robert Görl, 1987 die Maxi-Single The Gun auf, welche als erste deutsche House-Platte gilt.
Klaus Jankuhn produzierte die Veröffentlichungen zahlreicher Musiker, unter anderem für Maximilian Lenz alias WestBam und für Marusha. Jankuhn und Lenz produzierten auch unter dem Pseudonym Members of Mayday für die alljährlich stattfindende Mayday die dazugehörigen Hymnen. Für die Loveparade produzierten sie jeweils die offizielle Hymne unter dem Projektnamen The Love Committee.
Nach dem Ende von Low Spirit produzierten Jankuhn und WestBam noch einige Jahre zusammen Musik, gingen dann später aber getrennte Wege.

## Auszeichnungen
- 1995: ECHO Pop in der Kategorie „Bester Produzent national“
- 2003: Dance Music Award in der Kategorie „Bester Produzent“